# 興仁花園夜市
興仁花園夜市（原為興仁夜市），原位於臺灣桃園縣中壢市（今桃園市中壢區）內壢興仁路一段、內壢火車站後方空地，佔地7,000坪（營業面積約3,000坪）。於2013年6月29日重新營業，擴大為12排攤販，大多來自於桃園觀光夜市、中壢觀光夜市、中原夜市及鄰近已歇業內壢夜市的攤商。後被桃園縣政府終止營業。2014年5月3日，興仁花園夜市在八德市（今八德區）中的八德擴大都市計劃區內（向日葵觀光夜市之原址，長興路與中正路交叉口）重新開幕。營業時間為星期二、星期五、星期六、星期日。

## 歷史
- 2010年8月，於中壢市內壢火車站後方空地開幕。
- 2013年年初，因土地使用違反都市計畫法、都市計畫法臺灣省施行細則等規定，遭桃園縣政府城鄉發展局開罰，後夜市歇業。[4]
- 2013年5月，新團隊接手，更名興仁花園夜市，計畫營業時間由每週2天增為4天。
- 2013年6月29日，重新開幕，湧入2萬人光顧[5]
- 2013年8月2日，夜市因違反都市計畫法相關法令規定及有重大公安疑慮，桃園縣政府會同台灣電力公司及台灣自來水公司執行斷水斷電，停止非法使用。[6]
- 2014年5月3日，興仁花園夜市在八德市（今八德區）中的八德擴大都市計劃區內重新開幕。[7]
- 2015年8月8日，受蘇迪勒颱風影響，A區與B區帳篷與鐵皮四處飛散，興仁夜市停止營業一個月，於同年9月11日重新開幕。[8]
- 2021年5月15日，因新冠疫情影響，配合政府防疫措施休市至6月3日。[9]5月25日配合政府延長三級狀況，休市日再延至6月14日。6月6日配合政府延長三級狀況，休市日再延至6月28日。6月24日配合政府延長三級狀況，休市日再延至7月12日。因應疫情三級警戒“部分場所”微解封的政策，於7月16日開始正常營業。12月31日因疫情停辦跨年煙火施放。[來源請求]

## 外部連結
- 興仁花園夜市官方網站 （页面存档备份，存于）
- 桃園市八德區興仁花園夜市的Facebook專頁
- 新北市樹林區興仁花園夜市的Facebook專頁